# Episodi de Il brivido dell'imprevisto (prima stagione)
La prima stagione della serie televisiva Il brivido dell'imprevisto è stata trasmessa in anteprima nel Regno Unito dalla Independent Television tra il 24 marzo 1979 e il 19 maggio 1979.
| nº | Titolo originale                  | Titolo italiano           | Prima TV Regno Unito | Prima TV Italia   |
| -- | --------------------------------- | ------------------------- | -------------------- | ----------------- |
| 1  | The Man from the South            | L'accendino               | 24 marzo 1979        |                   |
| 2  | Mrs. Bixby and the Colonel's Coat | La pelliccia di visone    | 31 marzo 1979        | 10 aprile 1981    |
| 3  | William and Mary                  | William e Mary            | 7 aprile 1979        | 22 maggio 1981    |
| 4  | Lamb to the Slaughter             | Il cosciotto d'agnello    | 14 aprile 1979       | 25 luglio 1981    |
| 5  | The Landlady                      | L'affittacamere           | 21 aprile 1979       | 21 settembre 1981 |
| 6  | Neck                              | Una scultura per Milady   | 28 aprile 1979       | 27 marzo 1981     |
| 7  | Edward the Conqueror              | Il gatto                  | 5 maggio 1979        | 2 novembre 1981   |
| 8  | A Dip in the Pool                 | Un salto nel vuoto        | 12 maggio 1979       | 3 aprile 1981     |
| 9  | The Way Up to Heaven              | Ascensore per il paradiso | 19 maggio 1979       | 1º maggio 1981    |